# Tegel
Tegel, Berlin-Tegel – dzielnica (Ortsteil) Berlina w okręgu administracyjnym Reinickendorf. Od 1 października 1920 w granicach miasta.
W dzielnicy znajduje się port lotniczy Berlin-Tegel, pałac Tegel, Zakład Karny Tegel.

## Transport
Przez dzielnicę przebiega linia metra U6 ze stacjami:
- Alt-Tegel
- Borsigwerke
- Holzhauser Straße